# Bua
Bua är en tätort i Varbergs kommun i Hallands län och är beläget vid kusten cirka 20 km norr om centralorten Varberg.
Bua är också en halvö och här börjar skärgården som fortsätter norrut.

## Historia
Från begynnelsen var platsen ett fiskeläge och Bua är ännu ett av länets största fiskelägen.

### Befolkningsutveckling
| Befolkningsutvecklingen i Bua 1960–2020 | Befolkningsutvecklingen i Bua 1960–2020 | Befolkningsutvecklingen i Bua 1960–2020 | Befolkningsutvecklingen i Bua 1960–2020 | Befolkningsutvecklingen i Bua 1960–2020 |
| --------------------------------------- | --------------------------------------- | --------------------------------------- | --------------------------------------- | --------------------------------------- |
|                                         |                                         |                                         |                                         |                                         |
| År                                      |                                         |                                         | Folkmängd                               | Areal (ha)                              |
| 1960                                    | 1960                                    |                                         | 448                                     |                                         |
| 1965                                    | 1965                                    |                                         | 463                                     |                                         |
| 1970                                    | 1970                                    |                                         | 911                                     |                                         |
| 1975                                    | 1975                                    |                                         | 1 985                                   |                                         |
| 1980                                    | 1980                                    |                                         | 2 039                                   |                                         |
| 1990                                    | 1990                                    |                                         | 1 863                                   | 125                                     |
| 1995                                    | 1995                                    |                                         | 1 667                                   | 125                                     |
| 2000                                    | 2000                                    |                                         | 1 680                                   | 126                                     |
| 2005                                    | 2005                                    |                                         | 1 792                                   | 128                                     |
| 2010                                    | 2010                                    |                                         | 1 746                                   | 127                                     |
| 2015                                    | 2015                                    |                                         | 2 036                                   | 235                                     |
| 2020                                    | 2020                                    |                                         | 2 123                                   | 237                                     |
|                                         |                                         |                                         |                                         |                                         |

## Samhället
I Bua finns Bua kyrka (Svenska kyrkan), pingstkyrkan i Bua och i närbelägna Skällåkra finns en missionskyrka.
I Bua finns en F-6-skola som heter Buaskolan och en förskola, Fyrens förskola. Därtill finns läkar- och distriktssköterskemottagning, mödravårdscentral och barnavårdscentral, folktandvård samt apotek.
På Krokstads udde, vid inloppet till Båtfjorden och Bua hamn, finns Bua fyr. Fyren är sju meter hög och byggdes 1928.

## Näringsliv
Förutom fiskehamnen finns också en småbåtshamn med sjöbodar, samt gästhamn. Här finns även en sjöräddningsstation som utrustad med 16-meters räddningskryssaren R/k Odd Fellow.
Tre kilometer norr om Bua ligger Ringhals kärnkraftverk. Fem kilometer söder om orten, vid Limabacka, finner man Södra Cell Värös stora anläggning som producerar pappersmassa och sågat virke. Spillvärme från Södra Cell förser centralorten Varbergs fjärrvärmesystem med varmvatten.